# Tusse
Tousin Michael Chiza (República Democrática del Congo, 1 de enero de 2002), más conocido por su nombre artístico Tusse, es un cantante sueco de ascendencia congoleña.

## Biografía
Tusse nació en República Democrática del Congo, pero la situación política del país llevó a su familia a huir de allí cuando tenía cuatro años. Permaneció durante un tiempo en un campo de refugiados de Uganda y al cumplir ocho años fue aceptado en un programa de asilo humanitario en Suecia, por lo que tuvo que dejar atrás a sus padres. Ya en Europa, pasó por distintos centros de menores hasta que en 2015 fue adoptado por una familia de Tällberg, un pueblo situado en el centro del país.
Interesado por la música desde joven, en 2018 estuvo en la octava edición del concurso Talang y llegó hasta semifinales. Un año más tarde se proclamó vencedor del concurso televisivo Idol 2019, lo que le permitió iniciar su carrera profesional bajo el sello de Universal Music.
En 2021 participó en el Melodifestivalen con el tema «Voices» y ganó el concurso con la máxima puntuación de jurado y televoto, por lo que se convirtió a su vez en el representante de Suecia para el Festival de la Canción de Eurovisión 2021.

## Discografía

### Sencillos
| "How Will I Know"                                                | 2019 | —  | — |
| "Rain"                                                           | 2019 | 63 | — |
| "Innan du går"                                                   | 2020 | —  | — |
| "Jag tror på sommaren"                                           | 2020 | —  | — |
| "Crash"                                                          | 2020 | —  | — |
| "Voices"                                                         | 2021 | 8  | — |
| "—" denota que un tema no estuvo en las listas o no fue lanzado. |      |    |   |